# Balmerino
Balmerino är en by i Fife, Skottland. Byn är belägen 10 km 
från Newport-on-Tay. Orten har 45 invånare (2001).